# Victor Sproles
Victor „Vic“ Sproles (* 18. November 1927 in  Chicago; † 13. Mai 2005) war ein US-amerikanischer Jazz-Bassist.

## Leben und Wirken
Victor Sproles war ein Veteran der Chicagoer Jazzszene; er arbeitete in den 1950er Jahren mit Red Rodney (Modern Music from Chicago) und wirkte an den frühen Alben von Sun Ra mit, wie Sound Sun Pleasure!!, Super-Sonic Jazz oder Sound of Joy. 1957 begleitete er Stan Getz und Chet Baker bei ihrer gemeinsamen Session in Chicago für Verve (Stan Meets Chet). 1960 gehörte Sproles Johnny Griffins Big Soul Band an, 1961 spielte er in Muhal Richard Abrams’ Experimental Band. 1964 war er kurz Mitglied bei Art Blakeys Jazz Messengers mit Lee Morgan, Curtis Fuller und John Gilmore (`S Make It bei Verve); um 1967 begleitete er Lee Morgan bei seinen Blue Note-Alben The Rumproller und The Sixth Sense, 1968 den Pianisten Andrew Hill (Dance with Death). 1974 spielte er in der Bigband von Clark Terry und wirkte an Buddy DeFrancos Album Free Fall mit. 1990 verbrachte er zwei Monate in Japan, wo er im Trio mit Tardo Hammer und Vernel Fournier auftrat. Sproles in außerdem auf Aufnahmen von Carmen McRae, Odetta, Harold Ousley Larry Willis zu hören.